# روبن بيكر
روبن بيكر (بالإنجليزية: Robin Becker)‏ هي كاتِبة وشاعرة أمريكية، ولدت في 1951 في فيلادلفيا في الولايات المتحدة.